# Łukasz Brzeski
Łukasz Brzeski (ur. 17 maja 1992 w Poroninie) – polski zawodnik mieszanych sztuk walki (MMA) wagi ciężkiej. Były zawodnik organizacji Babilon MMA. Od 2021 roku związany kontraktem z organizacją UFC.

## Kariera MMA

### Wczesna kariera
Karierę w MMA rozpoczął 18 kwietnia 2013 roku na gali Superleague of MMA 2, gdzie zwyciężył Piotrem Sobotą w pierwszej rundzie. Pierwszą porażkę w karierze poniósł na gali Wieczór Walk R8 w listopadzie w 2017 roku z Grzegorzem Cieplińskim. 
10 listopada 2018 podczas gali na terenie Czech, zwyciężył z Alexandrem Cvernem przez poddanie (duszenie zza pleców) w 2 rundzie.

### Babilon MMA
Od grudnia 2018 roku związany z organizacją Babilon MMA. 15 grudnia 2018 w Raszynie, podczas gali Babilon MMA 6 pokonał przez TKO w drugiej rundzie Michała Orkowskiego.
31 maja 2019 podczas gali Babilon MMA 8, po wyrównanym pojedynku zremisował z weteranem Michałem Kitą.
26 października 2019 w Kopalnia Soli „Wieliczka”, na gali Babilon MMA 10 pokonał doświadczonego zawodnika z Brazylii Ednaldo Oliveire.
29 maja 2020 podczas gali Babilon MMA 13: Live in Studio odbywającej się w Warszawie, pokonał w walce wieczoru przez TKO w drugiej rundzie Michała Piwowarskiego. Po wygranej wspomniał, że chciałby zawalczyć w kolejnym pojedynku o pas mistrzowski.

### Dana White’s Contender Series
31 sierpnia 2021 miał skrzyżować rękawice z Lorenzo Hoodem, o kontrakt z największą federacją MMA na świecie – Ultimate Fighting Championship, jednak Amerykanin wypadł z tego zestawienia. Po krótkim czasie został znaleziony nowym rywal dla Łukasza – Dylan Potter, który jak się okazało także nie mógł wystąpić na gali w Las Vegas, ze względu na pozytywny wynik koronawirusa. Walka Brzeskiego z Potterem została przeniesiona na 14 września. Brzeski wygrał pojedynek poddając rywala (duszeniem zza pleców) przed czasem w trzeciej rundzie. Tą wygraną zdobył kontrakt z amerykańskim gigantem.

### Problemy z dopingiem
13 grudnia 2021 zagraniczny portal internetowy poinformował o zawieszeniu dwóch zawodników, którzy brali udział w programie Dana White's Contender Series, jak się okazało jednym z tych zawodników był Brzeski. W organizmie Polaka wykryto niedozwolone substancje (klomifenu), odpowiadającego za blokowanie żeńskich hormonów płciowych. Brzeski został zawieszony na dziewięć miesięcy i ukarany grzywną w wysokości 750 dolarów oraz wynik walki z Amerykaninem został zmieniony na no contest. Jego zawieszenie kończy się 14 czerwca 2022 roku. Tego samego dnia menadżer Łukasza – Artur Gwóźdź ujawnił, że Łukasz jest pod stałą kontrolą USADA oraz był już badany 5-krotnie, a jego kontrakt z UFC nadal obowiązuje, jeśli kolejna walka Brzeskiego będzie planowana poza Nevadą, to ten powróci na przełomie marca lub kwietnia.  

### UFC
Oficjalny debiut dla organizacji Ultimate Fighting Championship stoczył 13 sierpnia 2022 na UFC Fight Night: Vera vs. Cruz, gdzie zmierzył się z byłym mistrzem czesko-słowackiej organizacji Oktagon MMA w wadze półciężkiej, Martinem Budayem. Walkę przegrał kontrowersyjnym werdyktem decyzją niejednogłośną. Większość przedstawicieli międzynarodowych mediów punktowało walkę dla Brzeskiego.
20 listopada 2022 menadżer Brzeskiego, Artur Gwóźdź ogłosił w mediach informację o podpisaniu przez Łukasza kontraktu na kolejną walkę. 11 marca 2023 podczas UFC Fight Night: Yan vs. Dvalishvili stoczył walkę z Karlem Williamsem. Przegrał to starcie przez jednogłośną decyzję sędziowską (30-26, 30-26, 30-27).
Podczas gali UFC on ESPN: Holloway vs. The Korean Zombie, która odbyło się 26 sierpnia 2023 w singapurskim mieście Kallang, zmierzył się z Dominikańczykiem Waldo Cortesem-Acostą. Brzeski doznał trzeciej z rzędu porażki, przegrywając przez nokaut w pierwszej rundzie.
W styczniu 2024 roku menadżer Brzeskiego – Artur Gwóźdź, na Twitterze zapowiedział walkę swojego zawodnika. 6 kwietnia 2024 na gali UFC Fight Night: Vettori vs. Allen zawalczył z niepokonanym Brazylijczykiem, Valterem Walkerem. Brzeski odniósł pierwsze zwycięstwo pod sztandarem amerykańskiego giganta, wygrywając jednogłośnie na punkty. Dzięki pierwszym triumfie w amerykańskiej organizacji podpisał nowy kontrakt na walki.
27 lipca 2024 podczas gali UFC 304 w Manchesterze zmierzył się z niepokonanym Anglikiem, Mickiem Parkinem. Już w pierwszej rundzie przegrał przez TKO, doznając czwartej przegranej w amerykańskiej organizacji.
7 grudnia tego samego roku na gali UFC 310 miał zmierzyć się z debiutującym w organizacji Tallisonem Teixeirą. W późniejszym czasie ogłoszono, że Teixeira wypadł z walki z powodu kontuzji, a na jego miejsce wszedł Kennedy Nzechukwu. Pod koniec pierwszej rundy został znokautowany przez Nigeryjczyka.
W maju 2025 roku, menadżer Brzeskiego zapowiedział kolejną walkę swojego zawodnika. Siódmy pojedynek w UFC stoczył z Ryanem Spannem 19 lipca 2025 na gali UFC 318 w Nowym Orleanie. Brzeski w pierwszej rundzie został poddany przez Amerykanina duszeniem gilotynowym.

## Lista zawodowych walk w MMA
| Wynik     | Bilans    | Przeciwnik (bilans przed walką) | Rozstrzygnięcie                                   | Runda | Czas | Rozgrywki                                       | Data       | Miejsce     | Uwagi |
| --------- | --------- | ------------------------------- | ------------------------------------------------- | ----- | ---- | ----------------------------------------------- | ---------- | ----------- | --- |
| Przegrana | 9-7-1 (1) | Ryan Spann (22-11)              | Poddanie (duszenie gilotynowe)                    | 1     | 2:37 | UFC 318                                         | 19.07.2025 | Nowy Orlean | |
| Przegrana | 9-6-1 (1) | Kennedy Nzechukwu (13-5)        | TKO (prawy sierpowy i ciosy pięściami w parterze) | 1     | 4:51 | UFC 310                                         | 07.12.2024 | Las Vegas   | |
| Przegrana | 9-5-1 (1) | Mick Parkin (9-0)               | TKO (ciosy pięściami)                             | 1     | 3:23 | UFC 304                                         | 27.07.2024 | Manchester  | |
| Wygrana   | 9-4-1 (1) | Valter Walker (11-0)            | Decyzja (jednogłośna)                             | 3     | 5:00 | UFC Fight Night: Allen vs. Curtis 2             | 06.04.2024 | Las Vegas   | |
| Przegrana | 8-4-1 (1) | Waldo Cortes-Acosta (9-1)       | KO (lewy hak)                                     | 1     | 3:01 | UFC Fight Night: Holloway vs. The Korean Zombie | 26.08.2023 | Kallang     | |
| Przegrana | 8-3-1 (1) | Karl Williams (7-1)             | Decyzja (jednogłośna)                             | 3     | 5:00 | UFC Fight Night: Yan vs. Dvalishvili            | 11.03.2023 | Las Vegas   | |
| Przegrana | 8-2-1 (1) | Martin Buday (10-1)             | Decyzja (niejednogłośna)                          | 3     | 5:00 | UFC Fight Night: Vera vs. Cruz                  | 13.08.2022 | San Diego   | Debiut w UFC. |
| Nieodbyta | 8-1-1 (1) | Dylan Potter (10-5)             | No contest (zmiana werdyktu)                      | 3     | 3:51 | Dana White’s Contender Series 2021: Week 3      | 14.09.2021 | Las Vegas   | Pojedynek o kontrakt z UFC. Pierwotnie wygrana Brzeskiego przez poddanie (duszenie zza pleców) w trzeciej rundzie. Po wykryciu w organizmie Brzeskiego nielegalnej substancji rozstrzygnięcie walki zostało zmienione na no contest. |
| Wygrana   | 8-1-1     | Michał Piwowarski (3-1)         | TKO (ciosy pięściami)                             | 2     | 4:07 | Babilon MMA 13: Live in Studio                  | 29.05.2020 | Warszawa    | Main Event |
| Wygrana   | 7-1-1     | Ednaldo Oliveira (20-5-1)       | Decyzja (jednogłośna)                             | 3     | 5:00 | Babilon MMA 10: Podziemny Krąg                  | 26.10.2019 | Wieliczka   | Co-Main Event |
| Remis     | 6-1-1     | Michał Kita (18-10)             | Remis (jednogłośny)                               | 3     | 5:00 | Babilon MMA 8: Babilon Fight Night 1            | 31.05.2019 | Pruszków    | |
| Wygrana   | 6-1       | Michał Orkowski (4-2)           | TKO (ciosy pięściami)                             | 2     | 0:41 | Babilon MMA 6: Pawlak vs. Skibiński             | 15.12.2018 | Raszyn      | Debiut w Babilon MMA. |
| Wygrana   | 5-1       | Alexandr Cverna (6-1)           | Poddanie (duszenie zza pleców)                    | 2     | 1:33 | XFN 13                                          | 10.11.2018 | Parubice    | |
| Wygrana   | 4-1       | Łukasz Domachowski (1-0)        | TKO (ciosy pięściami)                             | 2     | ?    | Envio Fight Night '19                           | 22.09.2018 | Toruń       | |
| Przegrana | 3-1       | Grzegorz Ciepliński (6-6)       | TKO (ciosy pięściami)                             | 1     | 0:24 | Wieczór Walk R8 2                               | 04.11.2017 | Kraków      | |
| Wygrana   | 3-0       | Radoslav Tomasovic (1-1)        | TKO (ciosy pięściami)                             | 1     | 4:30 | PCF 16 - Face to Face                           | 17.06.2017 | Lewocza     | |
| Wygrana   | 2-0       | Jakub Hlavka (0-0)              | KO (cios pięścią)                                 | 1     | 3:10 | EPF - East Pro Fight 8                          | 28.10.2016 | Koszyce     | |
| Wygrana   | 1-0       | Piotr Sobota (0-0)              | Poddanie (ciosy pięściami)                        | 1     | 3:50 | Superleague of MMA 2                            | 18.05.2013 | Warszawa    | |

## Lista walk w kick-boxingu
| Wynik   | Bilans | Przeciwnik (bilans przed walką) | Rozstrzygnięcie | Runda | Czas | Rozgrywki                     | Data       | Miejsce   | Uwagi                   |
| ------- | ------ | ------------------------------- | --------------- | ----- | ---- | ----------------------------- | ---------- | --------- | ----------------------- |
| Wygrana | 2-0    | Tomas Klimack (5-5)             | TKO             | 1     | 0:35 | Nowotarski Klub Sportów Walki | 02.06.2018 | Nowy Targ | Zasady K-1, kat +91 kg  |
| Wygrana | 1-0    | Juraj Hutnik                    | TKO             | 1     | ?    | Nitus Euroliga 8              | 03.02.2018 | Nowy Sącz | Zasady K-1, kat. +91 kg |